# Линейные крейсера типа «Эрзац Йорк»
Линейные крейсера типа «Эрзац Йорк» (нем. Ersatz-Yorck-Klasse) — тип непостроенных линейных крейсеров ВМС Германской империи эпохи Первой мировой войны. В официальной немецкой классификации того времени линейных крейсеров не было и этот тип кораблей, совместно с броненосными крейсерами, относился к большим крейсерам (нем. Großer Kreuzer).
Являлись эволюционным развитием линейных крейсеров типа «Макензен». Имели более сильное вооружение из 380-мм орудий и немного изменённую схему бронирования. Сохранив ту же силовую установку, из-за возросшего водоизмещения должны были иметь меньшую скорость хода. Из трёх предполагавшихся к постройке заложен только один — «Эрзац Йорк». Недостроен, после окончания войны разобран на стапеле на металл.

## История разработки
В январе 1915 года департамент общего проектирования «A» решил учесть опыт боевых действий и предложил достроить три из семи заказанных крейсеров типа «Макензен» по новому проекту. В первоначальный проект были внесены изменения и заказанные по нему крейсера «Эрзац Йорк», «Эрзац Шарнхорст» и «Эрзац Гнейзенау» выделяют в отдельный тип. Первоначально планировалось увеличить все три параметра — вооружение, защиту и скорость. Но так как в работе уже находились броня и механизмы, а по «Эрзац Йорк» начались стапельные работы, решено было бронирование и силовую установку оставить как на типе «Макензен». Основные изменения в проекте были связаны с заменой восьми 350-мм на восемь 380-мм орудий. Эти орудия были такими же, как на линкорах типа «Байерн».
Только использование новых орудий и башен привели к увеличению водоизмещения на 1000 т, что вызвало пропорциональный рост и других статей весовой нагрузки. Поэтому нормальное водоизмещение по сравнению с «Макензеном» выросло на 2500 т до 33 500 т. Стремясь использовать находящиеся в работе отливки носовой и кормовой части, форму носовой и кормовой частей оставили практически без изменений, а для компенсации возросшего водоизмещения сделали вставку в центральной части корпуса. Ширина осталась без изменений.
Из-за возросшей осадки, при тех же машинах что и у «Макензена», расчётная максимальная скорость упала с 28 до 27,25 узлов. Одним из нововведений для крейсеров стало запланированное использование редуктора Фотингера, использовавшегося на крейсерах типа «Висбаден». На предыдущих типах линейных крейсеров использовалось прямое соединение паровых турбин с валами. Оптимальная с точки зрения получения максимального КПД частота вращения паровых турбин отличалась от оптимальной частоты вращения винтов. Кроме того, при переходе с крейсерского на полный ход турбины меняли частоту вращения, что приводило к необходимости поиска компромисса при выборе их частоты вращения и падению общего КПД силовой установки. Лучшим решением было применение зубчатого редуктора (турбозубчатого агрегата — ТЗА), однако технические возможности того времени не позволяли изготовить зубчатый редуктор с нужной передаваемой мощностью. В то время как флот США экспериментировал с турбоэлектрической трансмиссией, флот Германии использовал редуктор Фотингера. Этот гидравлический редуктор позволял получить передаточное число до 5:1. В теории его применение должно было позволить получить экономию топлива и увеличить дальность плавания. Однако дальнейшая практика показала, что КПД этого редуктора не превышал 90 % и почти вся экономия сводилась на нет потерями в самом редукторе.

## Конструкция
Крейсера не были достроены, поэтому описание конструкции дано на основе проекта и расчётных параметров. В случае, если бы крейсера вошли в строй, ряд характеристик мог бы измениться.

### Корпус
Нормальное водоизмещение крейсеров типа «Эрзац Йорк» должно было составить 33 500 т, полное — 38 000 т. Полная длина составила бы 227,8 м (на 4,8 м больше, чем у «Макензена»), ширина 30,4 м, средняя осадка 9,3 м.
Корпус должен был быть гладкопалубным, с небольшим подъёмом от кормы в нос. Из-за возросшей на 0,3 м осадки палубу корабля также подняли на 0,3 м, сохранив ту же высоту надводного борта. Носовая и кормовая части были взяты от «Макензена», включая бульбообразный нос. Для формирования теоретического чертежа были проведены новые протаскивания в бассейне, но по сути изменения свелись к вставке секции корпуса в средней части. Коэффициент полноты корпуса и показатель остойчивости остались практически без изменений.
Башни 380-мм орудий, расположенные по линейно-возвышенной схеме, и их погреба были немного длиннее башен 350-мм орудий и поэтому башни «A» и «B» были сдвинуты на 2,3 м в нос. При этом расстояние между носовыми башнями осталось без изменения. Башня «C» находилась на том же расстоянии от кормы, что и на предыдущем проекте. Для компенсации дифферента, возникающего из-за переноса носовой группы башен, кормовую башню «D» передвинули на 3,5 м ближе к корме. Увеличение расстояния между башнями «C» и «D» позволило разместить отсек бортовых подводных торпедных аппаратов в наиболее защищенной центральной части — между котельным и турбинными отсеками. Также при его затоплении не должно было возникнуть дифферента, погубившего «Лютцов».
Расположенный между котельными отсеками № 3 и № 4 отсек дизельной электростанции ликвидировали, перенеся его и погреб 150-мм орудий дальше в корму. Вместо двух дымовых труб крейсера получили одну. Благодаря этому, сдвиг треногой фок-мачты дальше от боевой рубки не приводил к возрастанию её задымления.
Рули были размещены параллельно. Как и на «Макензене», по проекту вместо цистерн Фрама для успокоения качки использовались скуловые кили.
Экипаж должен был составить 1227 человек — 46 офицеров и 1180 унтер-офицеров, старшин и матросов.

### Вооружение
Главный калибр крейсеров составляли восемь 380-мм орудий 38 cm/45 SK L/45 с длиной ствола 45 калибров. Орудия оснащались клиновым затвором системы Круппа. Они должны были разместиться в установках образца 1914 года с первоначальным углом склонения −8° и углом возвышения +16°. После Ютландского сражения углы были изменены на −5° и +20° соответственно. Заряд состоял из двух частей — основного в латунной гильзе и дополнительного в шёлковом картузе. До подачи в боевое отделение башни дополнительный заряд находился в латунном пенале. Общий вес порохового заряда составлял 277 кг. При угле возвышения в 20° он должен был обеспечить 750-кг бронебойному снаряду начальную скорость в 800 м/с и дальность 23 200 м. Общий боекомплект запланировали в 720 снарядов — по 90 на орудие.
Средняя артиллерия состояла из двенадцати 150-мм орудий 15 cm/45 SK L/45 с длиной ствола 45 калибров. Орудия размещались в установках образца 1914 года на средней палубе. Шесть орудий размещались от башни «A» до передней боевой рубки. Ещё четыре — около грот-мачты. И два кормовых размещались позади башни «D». Угол склонения орудий составлял −8°, а возвышения +19°. Максимальная дальность стрельбы составляла 16 800 м. Зенитная артиллерия была представлена восемью 88-мм 45-калиберными зенитными орудиями с углом склонения −10° и углом возвышения +70°.
Число 600-мм подводных торпедных аппаратов было сокращено до трёх — одного носового и двух бортовых в средней части корпуса. Общий боекомплект должен был составить 15 торпед.

### Бронирование
Бронирование в целом повторяло таковое на «Макензене», за исключением того, что была увеличена толщина брони башен и барбетов. Толстая броня изготавливалась из цементированной брони Круппа. Для компенсации возросшего веса была уменьшена толщина верхнего броневого пояса и толщина броневой палубы в оконечностях.
Главный броневой пояс из цементированной крупповской брони имел толщину 300 мм. Под водой он сужался и в 1,7 м ниже ватерлинии заканчивался 150-мм толщиной. Над ним располагался верхний броневой пояс толщиной 200 мм в носу, 215 мм на миделе и 240 мм в кормовой части. Главный броневой пояс в носу и корме завершался траверзами 250-мм толщины, а верхний — 200-мм. В носовую оконечность главный пояс продолжался поясом 120-мм толщины, заканчиваясь в 23,5 м от форштевня. В кормовой оконечности главный пояс продолжался поясом 100-мм толщины, также заканчиваясь в 23,5 м от ахтерштевня 100-мм переборкой.
Каземат орудий противоминного калибра защищался бронёй толщиной 150 мм. Между орудиями и за ними устанавливались 20-мм противоосколочные экраны. Стенки носовой боевой рубки имели толщину 300—350 мм, у основания 200 мм, а крыша имела толщину 100—170 мм. Кормовая боевая рубка имела стенки толщиной 200 мм и крышу 80 мм.
Башни главного калибра имели толщину лобовой части 300 мм, боковых стенок 250 мм и задней стенки 290 мм. Наклонная часть крыши имела толщину 250 мм, а плоская — 150 мм. Барбеты башен имели толщину 300 мм. За верхним поясом они уменьшались до 180 мм и до 90 мм за главным броневым поясом. На этом уровне передняя стенка барбета башни «A» была увеличена до 120 мм.
Главная броневая палуба в средней части корпуса не выходила за пределы противоминной переборки и потому не имела скосов. Она имела толщину в 30 мм, увеличивавшуюся до 60 мм над погребами боезапаса. В носовой части она продолжалась плитами 20-мм толщины. В кормовой она имела толщину в 70 мм, доходя до 100 мм над рулевым приводом.
Верхняя броневая палуба проходила по верхней кромке главного броневого пояса и имела толщину 20 мм, утолщаясь до 30—50 мм над 150-мм орудиями.
Противоторпедная броневая переборка в подводной части корпуса имела толщину 50 мм, утолщаясь до 60 мм в районах погребов боезапаса. Выше до верхней палубы она продолжалась в виде противоосколочной переборки толщиной 30 мм.
Дополнительную конструктивную защиту создавали угольные бункеры, размещенные за противоторпедной переборкой в районе котельных отделений.

### Силовая установка
В состав четырёхвальной паротурбинной силовой установки входило 8 нефтяных двухсторонних и 24 угольных односторонних паровых котла. Они размещались в пяти котельных отделениях. В первых двух находилось по восемь нефтяных, а в трёх последующих — по восемь угольных котлов. Благодаря более плотному размещению котельных отделений дымоходы были выведены в одну дымовую трубу. Несмотря на то, что дымоуловитель первого котельного отделения был наклонным, длинным и занимал много места, сокращение труб с двух до одной благоприятно сказалось на компоновке корабля.
«Эрзац Шарнхорст», как и «Макензен», имел два комплекта турбин Парсонса с отключаемыми на полном ходу турбинами крейсерского хода и прямым приводом на валы. Турбины крейсерского хода приводили в действие внутреннюю пару валов. На два остальных крейсера на главные турбины устанавливались гидравлические редукторы Фотингера.
Турбины приводили во вращение четыре трёхлопастных винта диаметром 4,2 м. Номинальная мощность на валах составляла 90 000 л. с. При частоте гребных валов в 295 об/мин это должно было обеспечить крейсеру максимальную скорость в 27,25 узла (По Грёнеру — 27,3). Скорость шестичасового форсированного хода по сравнению с «Макензеном» уменьшалась с 26,5 до 26 узлов. Нормальный запас топлива составлял 850 т угля и 295 т нефти. Максимального запаса топлива в 4000 т угля и 2000 т нефти должно было хватить для расчётной дальности в 5500 миль на скорости в 14 узлов.
Электроэнергией корабль обеспечивали 8 дизель-генераторов с напряжением 220 В и общей мощностью 2320 кВт.

## Постройка
Планируемая сметная стоимость постройки составляла 75 млн марок или 37,5 млн рублей золотом. Заказ на постройку «Эрзац Йорка» 10 апреля 1915 года получила верфь «Вулкан» в Гамбурге. Того же 10 апреля 1915 года заказ на «Эрзац Гнейзенау» был выдан верфи «Германия» в Киле. А 11 апреля 1915 года верфи «Блом унд Фосс» достался заказ на постройку «Эрзац Шарнхорста». Крейсера предназначались для замены потерянных в ходе войны броненосных крейсеров «Йорк», «Шарнхорст» и «Гнейзенау».
Первоначально постройку планировали завершить к осени 1918 года. Строительство крупных кораблей в военное время велось очень медленно, а затем и вовсе было прекращено в пользу строительства подводных лодок. Поэтому фактически из трёх крейсеров был заложен только один — «Эрзац Йорк». Всего на стапеле было смонтировано около 1000 т корпусных конструкций, которые после войны были разобраны на металл. Динамомашины, предназначенные для «Эрзац Гнейзенау» использовали на подводных лодках U-151, U-152, U-153 и U-154.

## Сравнительная оценка
| Характеристики артиллерии главного калибра капитальных кораблей, заложенных до окончания Первой мировой войны | Характеристики артиллерии главного калибра капитальных кораблей, заложенных до окончания Первой мировой войны | Характеристики артиллерии главного калибра капитальных кораблей, заложенных до окончания Первой мировой войны | Характеристики артиллерии главного калибра капитальных кораблей, заложенных до окончания Первой мировой войны | Характеристики артиллерии главного калибра капитальных кораблей, заложенных до окончания Первой мировой войны |
| --- | --- | --- | --- | --- |
| Орудие | 15″/42 Mark I                                                                                                 | 38 cm/45 SK L/45                                                                                              | 381 mm/40 Model 1914                                                                                          | 410-мм/45 Type 3                                                                                              |
| Длина ствола, калибров                                                                                        | 42 | 42,4 (45) | 40 | 45 |
| Калибр, мм | 381 | 380 | 381 | 410 |
| Носители | «Рипалс» «Худ» «Куин Элизабет»                                                                                | «Эрзац Йорк» «Байерн»                                                                                         | «Франческо Караччоло»                                                                                         | «Нагато» |
| Год принятия на вооружение                                                                                    | 1915 | 1915 | 1916 | 1921 |
| Масса бронебойного снаряда, кг                                                                                | 871 | 750 | 884 | 1000 |
| Начальная скорость, м/с                                                                                       | 752 | 800 | 700 | 790 |
| Дульная энергия, МДж                                                                                          | 246,2 | 240 | 216,6 | 312,1 |
| Скорострельность, выстрелов в минуту                                                                          | 2,0 | 2,5 | 1,5—2,0 | 1,5—2,5 |
| Максимальная дальность стрельбы, м (при угле возвышения)                                                      | 21 702 (20°)                                                                                                  | 23 300 (20°)                                                                                                  | 19 800 (20°)                                                                                                  | ? 30 000 (25,5°) после модернизации                                                                           |

Крейсера типа «Эрзац Йорк» стали последним типом капитальных кораблей германского флота, заложенным в годы Первой мировой войны. Они стали вершиной эволюционного развития германского линейного крейсера. Эти крейсера получили такое же вооружение, как и современные им линкоры типа «Байерн». При этом сохранилась скорость линейного крейсера и высокий уровень броневой защиты. В этом проекте германские инженеры максимально приблизились к концепции «быстроходного линкора». Опыт первых сражений Первой мировой войны показал, что германскому флоту в условиях численного превосходства противника требуется именно такой тип капитального корабля.
Последние линейные корабли и крейсера времен Первой мировой войны и в Германии и Великобритании имели на вооружении орудия равного калибра. Характеристики британского 381-мм и германского 380-мм орудий различались незначительно. Основное отличие заключалось в разном подходе к выбору скорости и веса снаряда. Германские башни и орудия имели чуть большую скорострельность и были лучше защищены от пожаров.
При получении сведений о тактико-технических характеристиках новых строящихся германских линейных крейсеров командующий Гранд-Флитом Джеллико высказал беспокойство по поводу того, что британскому флоту фактически нечего будет им противопоставить. Для противодействия германским крейсерам требовались корабли с 30-узловой скоростью. При этом последние британские крейсера типа «Ринаун» имели неадекватную для этой цели защиту. Более старые типы крейсеров проигрывали новым германским крейсерам по всем параметрам. Это, а также опыт Ютландского сражения заставили британское Адмиралтейство кардинально переработать находящийся в проработке проект линейных крейсеров типа «Адмирал». В итоге по изменённому проекту из них был достроен после окончания войны только один — «Худ». При такой же артиллерии главного калибра и сравнимом с германскими крейсерами уровне бронирования, он имел бо́льшую скорость. Правда, ценой за это стал значительный рост водоизмещения и стоимости.
Серьёзным противником для германского линейного крейсера также могли стать представители скоростных линкоров времён Первой мировой войны — британские типа «Куин Элизабет», недостроенные итальянские типа «Франческо Караччоло» и японские типа «Нагато». При вооружении и бронировании дредноутов, эти линкоры имели высокую, сравнимую с линейными крейсерами скорость. Фактически конструкторы этих линкоров подошли к концепции «быстроходного линкора» с другой стороны — путём увеличения скорости линейного корабля.
| Сравнительные характеристики капитальных кораблей, заложенных в 1912—1917 годах | Сравнительные характеристики капитальных кораблей, заложенных в 1912—1917 годах | Сравнительные характеристики капитальных кораблей, заложенных в 1912—1917 годах | Сравнительные характеристики капитальных кораблей, заложенных в 1912—1917 годах | Сравнительные характеристики капитальных кораблей, заложенных в 1912—1917 годах | Сравнительные характеристики капитальных кораблей, заложенных в 1912—1917 годах | Сравнительные характеристики капитальных кораблей, заложенных в 1912—1917 годах | Сравнительные характеристики капитальных кораблей, заложенных в 1912—1917 годах |
| ------------------------------------------------------------------------------- | ------------------------------------------------------------------------------- | ------------------------------------------------------------------------------- | ------------------------------------------------------------------------------- | ------------------------------------------------------------------------------- | ------------------------------------------------------------------------------- | ------------------------------------------------------------------------------- | ------------------------------------------------------------------------------- |
|                                                                                 | «Ринаун»                                                                        | «Худ»                                                                           | «Макензен»                                                                      | «Эрзац Йорк»                                                                    | «Куин Элизабет»                                                                 | «Байерн»                                                                        | «Нагато»                                                                        |
| Класс                                                                           | линейный крейсер                                                                | линейный крейсер                                                                | линейный крейсер                                                                | линейный крейсер                                                                | линкор                                                                          | линкор                                                                          | линкор                                                                          |
| Год закладки                                                                    | 1915                                                                            | 1916                                                                            | 1914                                                                            | 1916                                                                            | 1912                                                                            | 1913                                                                            | 1917                                                                            |
| Год ввода в строй                                                               | 1916                                                                            | 1920                                                                            | —                                                                               | —                                                                               | 1915                                                                            | 1916                                                                            | 1920                                                                            |
| Стоимость                                                                       |                                                                                 |                                                                                 | 66 млн марок                                                                    | 75 млн марок                                                                    |                                                                                 | 49 млн марок                                                                    |                                                                                 |
| Водоизмещение нормальное, т                                                     |                                                                                 |                                                                                 | 31 000                                                                          | 33 500                                                                          | 27 885                                                                          | 28 530                                                                          | 34 273,2                                                                        |
| Полное, т                                                                       | 31 266,69                                                                       | 45 832,8                                                                        | 35 300                                                                          | 38 000                                                                          | 31 941                                                                          | 32 200                                                                          | 39 039                                                                          |
| Номинальная мощность СУ, л. с.                                                  | 112 000                                                                         | 144 000                                                                         | 90 000                                                                          | 90 000                                                                          | 56 000                                                                          | 35 000                                                                          | 80 000                                                                          |
| Скорость, узлы                                                                  | 30                                                                              | 31                                                                              | 28                                                                              | 27,3                                                                            | 23                                                                              | 22                                                                              | 26,5                                                                            |
| Дальность, миль (на скорости, узлы)                                             | 3650 (10)                                                                       | 4000 (10)                                                                       | 8000 (14)                                                                       | 5500 (14)                                                                       | 4500 (10)                                                                       | 5000 (12)                                                                       | 5500 (16)                                                                       |
| Бронирование, мм                                                                |                                                                                 |                                                                                 |                                                                                 |                                                                                 |                                                                                 |                                                                                 |                                                                                 |
| Пояс                                                                            | 152                                                                             | 305                                                                             | 300                                                                             | 300                                                                             | 330                                                                             | 350                                                                             | 305                                                                             |
| Башни, лоб                                                                      | 280                                                                             | 380                                                                             | 300                                                                             | 300                                                                             | 330                                                                             | 350                                                                             | 356                                                                             |
| Барбеты                                                                         | 179                                                                             | 305                                                                             | 300                                                                             | 300                                                                             | 254                                                                             | 350                                                                             | 305                                                                             |
| Рубка                                                                           | 254                                                                             | 280                                                                             | 350                                                                             | 300                                                                             | 280                                                                             | 350                                                                             | 370                                                                             |
| Палуба                                                                          | 75—25                                                                           | 100—50                                                                          | 100—50                                                                          | 100—50                                                                          |                                                                                 | 100—60                                                                          | 44+(76—38)                                                                      |
| Вооружение                                                                      |                                                                                 |                                                                                 |                                                                                 |                                                                                 |                                                                                 |                                                                                 |                                                                                 |
| Главный калибр                                                                  | 3×2×381 мм/42                                                                   | 4×2×381 мм/42                                                                   | 4×2×350 мм/45                                                                   | 4×2×380 мм/45                                                                   | 4×2×381 мм/42                                                                   | 4×2×380 мм/45                                                                   | 4×2×410 мм/45                                                                   |
| Вспомогательный                                                                 | 17×102 мм/44 2×76 мм                                                            | 12×140 мм/50 4×102 мм/45 4×47 мм                                                | 12×150 мм/45 8×88 мм/45                                                         | 12×150 мм/45 8×88 мм/45                                                         | 16×152 мм/45 2×76 мм                                                            | 16×150 мм/45 2×88 мм/45                                                         | 20×140 мм/50 4×76 мм                                                            |
| Торпедное вооружение                                                            | 2×533 мм ТА                                                                     | 6×533 мм ТА                                                                     | 5×600 мм ТА                                                                     | 3×600 мм ТА                                                                     | 4×533 мм ТА                                                                     | 5×600 мм ТА                                                                     | 8×533 мм ТА                                                                     |

## Использованная литература и источники
1. 1 2 3  Conway's, 1906—1921. — P.166
2. ↑  Мужеников В. Б. Линейные крейсера Германии. — С.139
3. 1 2 3 4  Gröner. Band 1. — S.87
4. 1 2 3 4 5 6 7 8 9 10 11 12  Мужеников В. Б. Линейные крейсера Германии. — С.140
5. ↑  Мужеников В. Б. Линейные крейсера Германии. — С.135
6. 1 2 3 4 5 6 7 8 9 10 11 12 13  Мужеников В. Б. Линейные крейсера Германии. — С.141
7. 1 2  DiGiulian, Tony. Germany 38 cm/45 (14.96″) SK L/45 (англ.) (23 ноября 2012). — Описание 380-мм орудия SK L/45. Дата обращения: 9 июля 2013. Архивировано из оригинала 20 июля 2013 года.
8. ↑  Weapons, 2011, p. 272.
9. ↑  Gröner. Band 1. — S.53
10. ↑  DiGiulian, Tony. Germany 15 cm/45 (5.9″) SK L/45 (англ.) (6 июля 2007). — Описание 150-мм орудия SK L/50. Дата обращения: 9 марта 2013. Архивировано 17 августа 2011 года.
11. ↑  DiGiulian, Tony. German 8.8 cm/45 (3.46″) SK L/45, 8.8 cm/45 (3.46″) Tbts KL/45, 8.8 cm/45 (3.46″) Flak L/45 (англ.) (9 августа 2009). — Описание 88-мм орудия SK L/50 и Flak L/45. Дата обращения: 9 марта 2013. Архивировано 17 августа 2011 года.
12. 1 2  Campbell. Battlecruisers. — P. 59
13. 1 2 3 4 5  Мужеников В. Б. Линейные крейсера Германии. — С.133
14. 1 2  Мужеников В. Б. Линейные крейсера Германии. — С.134
15. ↑  DiGiulian, Tony. Britain 15″/42 (38.1 cm) Mark I (англ.) (10 декабря 2012). — Описание 381-мм орудия Mark I. Дата обращения: 14 марта 2013. Архивировано 7 апреля 2013 года.
16. ↑  DiGiulian, Tony. Italy 381 mm/40 (15″) Model 1914 (англ.) (25 мая 2012). — Описание итальянского 381-мм орудия образца 1914 года. Дата обращения: 15 апреля 2013. Архивировано 19 апреля 2013 года.
17. ↑  DiGiulian, Tony. Japan 41 cm/45 (16.1″) 3rd Year Type / 40 cm/45 (16.1″) 3rd Year Type (англ.) (30 июня 2012). — Описание японского 410-мм орудия образца 1914 года. Дата обращения: 29 июля 2013. Архивировано из оригинала 2 сентября 2013 года.
18. ↑  Виноградов С. Е. Сверхдредноуты кайзера «Байерн» и «Баден». — М., 2003. — С. 103. — 128 с.
19. ↑  Мужеников В. Б. Линейные крейсера Германии. — С.138
20. ↑  Roberts. Battlecruisers. — P. 56—58
21. ↑  Мужеников В. Б. Линейные крейсера Германии. — С.129
22. ↑  Conway's, 1906—1921. — P.38
23. ↑  Conway's, 1906—1921. — P.41
24. ↑  Gröner. Band 1. — S.85—87
25. ↑  Conway's, 1906—1921. — P.33
26. ↑  Gröner. Band 1. — S.52—54
27. ↑  Conway Battleships, 1996, p. 124.